# 奥拉夫·索尔贝格
奥拉夫·索尔贝格（挪威語：Olaf Solberg，20世纪—），挪威男子赛艇运动员。他曾代表挪威参加奥地利菲拉赫举行的1976年世界赛艇锦标赛，获得男子轻量级四人单桨无舵手银牌。